# Michael Barratt
Michael Reed Barratt (ur. 16 kwietnia 1959 w Vancouver, stan Waszyngton) – amerykański lekarz, astronauta.

## Wykształcenie oraz praca zawodowa
- 1977 – w Camas (stan Waszyngton) ukończył szkołę średnią (Camas High School).
- 1981 – został absolwentem University of Washington, otrzymując licencjat z zoologii.
- 1985 – ukończył medycynę na Northwestern University.
- 1985-1988 – pozostał na uczelni i przez 3 lata był rezydentem interny.
- 1988-1989 – pracował jako szef rezydentów w Szpitalu Weteranów w Chicago (Veterans Administration Lakeside Hospital).
- 1989-1991 – na Wright State University odbył staż z medycyny lotniczej i kosmicznej.

## Praca w NASA i kariera astronauty
- 2000 – 26 lipca został przyjęty do korpusu amerykańskich astronautów (NASA-18(inne języki)) jako kandydat na specjalistę misji i w sierpniu rozpoczął szkolenie specjalistyczne.
- 2002 – zakończył kurs podstawowy, po którym otrzymał przydział do Wydziału Eksploatacji Stacji Kosmicznej (Station Operations Branch) w Biurze Astronautów NASA.
- 2006 – w styczniu razem z amerykańską astronautką Sandrą Magnus i kosmonautą Olegiem Artiemiejewem uczestniczył w teście na przetrwanie w ekstremalnych warunkach. Test miał miejsce w podmoskiewskich lasach.
- 2007 – 13 lutego został zatwierdzony przez NASA do składu załogi rezerwowej statku kosmicznego Sojuz TMA-13 (18 ekspedycja na Międzynarodową Stację Kosmiczną). W sierpniu otrzymał wstępny przydział do podstawowego składu 19 ekspedycji na ISS.
- 2008 – 12 lutego oficjalnie ogłoszono skład załogi Sojuza TMA-14 (19 ekspedycja)[1]. Dowódcą załogi został Giennadij Padałka, a do funkcji inżyniera pokładowego wyznaczono Michaela Barratta. W jej pierwotnym składzie znalazł się także kandydat na kolejnego kosmicznego turystę – Nik Halik, którego ostatecznie zastąpił Charles Simonyi (również kosmiczny turysta, ale w kosmos miał lecieć po raz drugi). Start do misji zaplanowano na marzec 2009. W październiku Padałka, Barratt i Halik byli dublerami załogi Sojuza TMA-13.
- 2009 – od marca do października przebywał w kosmosie na pokładzie Międzynarodowej Stacji Kosmicznej w składzie 19 i 20 stałej załogi.
- 2011 – od 24 lutego do 9 marca brał udział w misji STS-133 wahadłowca Discovery na Międzynarodową Stację Kosmiczną jako specjalista misji.

## Odznaczenia i nagrody
- American Astronautical Society; USAF Flight Surgeons Julian Ward Award (1992)
- Melbourne W. Boynton Award (1995)
- Society of NASA Flight Surgeons; Rotary National Award for Space Achievement Foundation Nominee (1998),
- W. Randolph Lovelace Award (1998)
- Medal „Za zasługi w podboju kosmosu” (2011, Rosja)[2]
- Universal Astronaut Insignia za lot orbitalny (nr 490) – Stowarzyszenie Uczestników Lotów Kosmicznych (Association of Space Explorers(inne języki))[3]

## Wykaz lotów
| Loty kosmiczne, w których uczestniczył Michael R. Barratt                | Loty kosmiczne, w których uczestniczył Michael R. Barratt | Loty kosmiczne, w których uczestniczył Michael R. Barratt | Loty kosmiczne, w których uczestniczył Michael R. Barratt | Loty kosmiczne, w których uczestniczył Michael R. Barratt | Loty kosmiczne, w których uczestniczył Michael R. Barratt | Loty kosmiczne, w których uczestniczył Michael R. Barratt |
| №                                                                        | Data startu                                               | Statek kosmiczny                                          | Data lądowania                                            | Statek kosmiczny                                          | Funkcja                                                   | Czas trwania                                              |
| ------------------------------------------------------------------------ | --------------------------------------------------------- | --------------------------------------------------------- | --------------------------------------------------------- | --------------------------------------------------------- | --------------------------------------------------------- | --------------------------------------------------------- |
| 1                                                                        | 26 marca 2009                                             | Sojuz TMA-14                                              | 11 października 2009                                      | Sojuz TMA-14                                              | Inżynier pokładowy Sojuza oraz inżynier lotu ISS          | 198 dni 16 godzin 42 minuty i 25 sekund                   |
| 2                                                                        | 24 lutego 2011                                            | STS-133 Discovery F-39                                    | 9 marca 2011                                              | STS-133 Discovery F-39                                    | Specjalista misji                                         | 12 dni 19 godzin 3 minuty i 51 sekundy                    |
| Łączny czas spędzony w kosmosie — 211 dni 11 godzin 46 minut i 16 sekund |                                                           |                                                           |                                                           |                                                           |                                                           |                                                           |